# 鈴木武樹
鈴木 武樹（すずき たけじゅ、1934年8月11日 - 1978年3月27日）は、日本のドイツ文学者、翻訳家、野球評論家。静岡県磐田市出身。　　

## 来歴・生涯
7人兄弟の長男として磐田市に生まれる。1958年、東京大学文学部独文科卒。出版社勤務や高校教師、國學院大學講師などを経て、明治大学政経学部助教授となる。その後、教授に昇進、ドイツ文学者として18世紀のジャン・パウル研究を中心に活躍。
熱心な野球ファンでもあり、贔屓のチームは中日ドラゴンズであった。また中日の選手とも親交があった。元プロ野球選手の後藤修は高校の1年先輩である。名古屋テレビ放送専属でプロ野球中継（ビデオナイター・ゴーゴードラゴンズ）ゲスト解説をしたことがある。黒い霧事件の際にはプロ野球界の体質を糾弾する論陣を張った。1970年3月17日に行われたプロ野球健全化公聴会においてファン代表として公述人として招かれセ・リーグ会長の鈴木龍二、コミッショナー事務局長の井原宏、コミッショナー委員会の3委員の退陣を求め、鈴木龍二と激しく口論した。
人気クイズ番組『クイズダービー』（TBS系列）の初代1枠の解答者として知られていた。正解率は4割1分8厘（3勝6敗 - 4勝5敗ペース）と後に1枠レギュラーになる篠沢秀夫よりは良かったが6問目の歌詞問題が大の苦手であった。連敗記録は歴代11位の13連敗である（レギュラーで10連敗以上の記録を作ったのは鈴木武樹が初めてである）。
1977年の第11回参議院議員通常選挙では革新自由連合から全国区において出馬し25万票余獲得するも落選。
1978年3月27日午後9時14分に胃癌のため荻窪病院で急逝（享年43歳）。

## 活動
大和王権、プロ野球およびメジャーリーグベースボールの分野においても積極的に発言した。ロバート・ホワイティングの『菊とバット』の最初の翻訳（サイマル出版会）は、彼の手になるものである。またベトナムに平和を!市民連合（ベ平連）やタレントの中山千夏らとともに政治団体・革新自由連合を結成するなど政治的な活動にも参加した
。
1972年、後藤孝典（弁護士）、金達寿（作家）、久保圭之介（演出家）、李進熙（当時は元朝鮮大学校講師、古代史）らと「東アジアの古代文化を考える会」を設立して、鈴木は事務局長になる。1974年から鈴木が責任編集で雑誌『東アジアの古代文化』を刊行した。

## 著書
- 『きのうの町ふたたび』（講談社） 1970 - 小説
- 『黙っていては損をする 議論・口論で泣き寝入りしないために』（実業之日本社、実日新書） 1975
- 『英語がおもしろくなる本 : これ一冊で基礎力万全!』（潮文社） 1975
- 『わが夢想と戦いの日々』（風媒社） 1975
- 『共和国を夢みる論理』（すずさわ叢書） 1976
- 『鈴木武樹とアグネス・チャンの英語の時間です』（共著、サンリオ） 1977

### プロ野球関連
- 『よみがえる熱球 プロ野球エッセイ 第1』（新書館） 1970
- 『黒い霧は晴れたか プロ野球エッセイ』（高松圭共著、新書館） 1970
- 『ああ中日ドラゴンズ』（白馬出版） 1971
- 『アメリカ・プロ野球史』（三一新書） 1971
- 『批判的・日本プロ野球史』（三一新書） 1971
- 『プロ野球の魔力 なぜ面白いか・なぜ興奮するのか』（サンポウ・ブックス）1976
- 『プロ野球ラクガキ帖』（三交社）1977

### 古代史関連
- 『少年王ツタンカーメンの墓にいどむ』（山野辺進絵、偕成社、世界のこどもノンフィクション） 1972
- 『わたしの古代教室』（新人物往来社） 1974
- 『日本古代史99の謎』（サンポウ・ブックス） 1975
- 『偽られた大王の系譜』（秋田書店） 1975
- 『地名・苗字の起源99の謎 あなたの祖先はどこから来たか』（サンポウ・ブックス） 1976、のちPHP文庫
- 『消された『帰化人』たち』（講談社） 1976
- 『古代史の魅惑と危険』（亜紀書房） 1977
- 『日本古代史の展開 鈴木武樹対談集』（成甲書房） 1977
- 『謎の古代日本史』（広済堂文庫） 1993

## 編纂
- 『中級ドイツ語演習 新方式』（編著、三修社） 1969
- 『論集 邪馬壹国 - 1』（大和書房）1975
- 『論集 騎馬民族征服王朝説』（江上波夫他、大和書房、日本古代文化叢書） 1975
- 『安吾の古代史探偵』（坂口安吾、編、講談社） 1976
- 『元号を考える』（編、現代評論社） 1977

## 翻訳
- 『倭国関連 三国史記』（編訳、大和書房） 1975
- 『菊とバット プロ野球にみるニッポンスタイル』（ロバート・ホワイティング、サイマル出版会） 1977

### 英文学
- 『チベットの冒険』（ヘディン、白水社、中央アジア探検紀行全集3） 1965
- 『アンと山の小びと』（アリソン・アトリー、学習研究社） 1967
- 『マレーの虎 山下奉文の生涯』（J・D・ポッター、江崎伸夫共訳、恒文社） 1967
- 『夕陽よ急げ』（K・B・ギルデン、江崎伸夫共訳、恒文社） 1967
- 『モルモットからきたてがみ』（ポール・ガリコ、偕成社） 1969
- 『モルモットのびっくり旅行』（ポール・ガリコ、偕成社） 1969
- 『汚れた白球 自然の大器』（バーナード・マラマッド、角川文庫） 1970
- 『少年監督の推理』（アルバート・メイヤー、学習研究社） 1971
- 『手おし車大戦争』（ジャン・メリル、講談社） 1971
- 『虹をつかむ男 他19篇』（ジェイムズ・サーバー、角川文庫） 1974
- 『マクベス殺人事件の謎 他25篇』（ジェイムズ・サーバー、角川文庫） 1975
- 『ジェイムズ・サーバー傑作選』1 - 2（創土社） 1978

#### J・D・サリンジャー
- 『フラニーとズーイ』（J・D・サリンジャー、角川文庫） 1969
- 『倒錯の森』（J・D・サリンジャー、角川文庫） 1970
- 『九つの物語』（J・D・サリンジャー、角川文庫） 1971
- 『若者たち』(J・D・サリンジャー、角川文庫） 1971
- 『大工らよ、屋根の梁を高く上げよ』（J・D・サリンジャー、角川文庫） 1972
- 「サリンジャー作品集」全6巻（武田勝彦解説、東京白河書院） 1981 - 最終6巻以外を担当
  1. 『若者たち』
  2. 『倒錯の森』
  3. 『九つの物語』
  4. 『フラニーとズーイ』
  5. 『大工らよ、屋根の梁を高く上げよ』
  6. 『一九二四年、ハプワースの16日目 / サリンジャー文学の世界』（繁尾久, 大塚アヤ子共訳 / 武田勝彦, 繁尾久, 大塚アヤ子著）

### ドイツ・北欧文学
- 『アルプスの少女』（スピリ、国松孝二, 城山良彦共訳、白水社、少年少女文学全集1） 1961、のち改題『ハイジ』（偕成社文庫）
- 『青い牧場の羊飼い』（ヴィーヘルト、白水社、ヴィーヘルト童話集2） 1962
- 『ゲルニカの子供たち』（ヘルマン・ケステン、白水社） 1963
- 『少年少女聖書物語』（アンネ・デ・ヴリース、国松孝二共訳、白水社） 1965
- 『中世騎士物語』（ゲルハルト・アイク、白水社） 1965
- 『ゆかいなどろぼうたち』（トールビョール・エグネール、赤坂三好絵、学習研究社） 1966
- 『アガトン=サックスの大冒険』（ニールス=オロフ・フランセン、学習研究社） 1968
- 『きかんしゃ1414』（フリードリヒ・フェルト、赤坂三好絵、偕成社） 1968
- 『大男のかぶらかぞえ ドイツ民話』（太田大八絵、ポプラ社） 1970
- 『世界の知恵 名言集』（国松孝二編、杉浦博, 渡辺健共訳、白水社） 1970
- 『ナワイとまほうの馬』（フクス作・絵、偕成社） 1970
- 『スケートをはいた馬』（エーリッヒ・ケストナー、講談社、こどもの世界文学） 1971
- 『五級教師フィクスラインの生活』（ジャン・パウル、創土社、ジャン・パウル文学全集6） 1974
- 『見えないロッジ』（ジャン・パウル、創土社、ジャン=パウル文学全集1-2） 1975 - 1976
- 『貧民弁護士ジーベンケースの結婚生活と死と婚礼』上（ジャン・パウル、創土社、ジャン=パウル文学全集7） 1978